# 1,4,7,10,13,16-六氮杂环十八烷

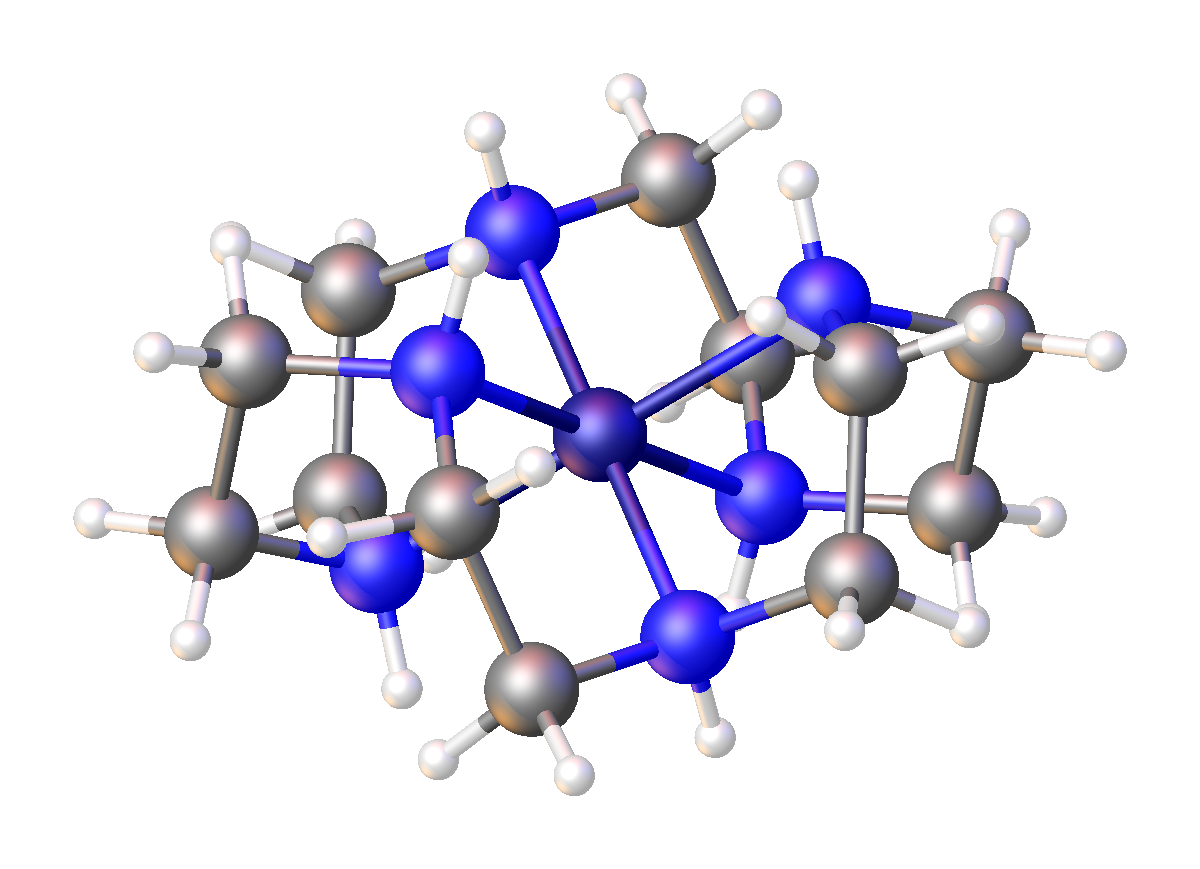
Structure of [Co(III)(hexaaza-18-crown-6)]^{3+}.

1,4,7,10,13,16-六氮杂环十八烷是一种大环配体，化学式为(CH2CH2NH)6。它是18-冠-6的N6类似物，为白色固体。这种氮杂冠醚在配位化学中是一种六齿配体。
它的质子化衍生物通过氢键和阴离子连接。